# Ragas and Sagas
Ragas and Sagas è un album in studio collaborativo del sassofonista norvegese Jan Garbarek e del cantante pakistano Ustad Fateh Ali Khan, pubblicato nel 1992.

## Tracce
1. Raga I – 8:44
2. Saga – 5:28
3. Raga II – 13:08
4. Raga III – 11:56
5. Raga IV – 12:56

## Formazione
- Jan Garbarek – sassofono soprano, sassofono tenore
- Ustad Fateh Ali Khan – voce
- Ustad Nazim Ali Khan – sarangi
- Ustad Shaukat Hussain – tabla
- Deepika Thathaal – voce
- Manu Katché – batteria